# 川村哲郎
川村 哲郎（かわむら てつろう、1930年 - ）は、日本の翻訳家、筆名、中上守。東京生まれ。東江一紀は川村の弟子。
日本SF作家クラブの創設メンバーの一人。だが、2016年現在のSF作家クラブの名簿には、「会員」とも「物故者」とも記載されていない。

## 訳書

### 川村哲郎名義
特記なき場合は、訳は川村哲郎
- 『未来のプロフィル』（Profiles of the Future、アーサー・C・クラーク 著、福島正実と共訳、早川書房、ハヤカワ・ノンフィクション） 1966
のちハヤカワ文庫SF
- 『ラルフ124C41+』（ヒューゴー・ガーンズバック、早川書房、ハヤカワ・SF・シリーズ） 1966
『2660年のロマンス』（ヒューゴー・ガーンズバック、中山正美絵、集英社、ジュニア版世界のSF17) 1970
- 『影が行く』（ジョン・W・キャンベル、矢野徹と共訳、早川書房、ハヤカワ・SF・シリーズ） 1967
- 『燃える女 : エイプリル・ダンサー2』（The Blazing Affair、マイクル・アヴァロン、早川書房、世界ミステリシリーズ） 1967
- 『宇宙播種計画』（The Seedling Stars、ジェイムズ・ブリッシュ、早川書房、ハヤカワ・SF・シリーズ） 1967
- 『ロボット宇宙船』（The Mating Cry、A・E・ヴァン・ヴォークト、久保書店、Q-TブックスSF） 1968
- 『宇宙からの侵入者 : インベーダー2』（Enemys From Beyond、キース・ローマー、早川書房、ハヤカワ・SF・シリーズ） 1968
- 『超人間製造者』（Dragon's Island、ジャック・ウィリアムスン、久保書店、Q-TブックスSF） 1968
- 『黄金スパイ : キルマスター7』（Rhodesia、ニック・カーター、早川書房、世界ミステリシリーズ） 1970
- 『時間の果て』（Edge of Time、デーヴィッド・グリンネル、久保書店、Q-Tブックス） 1974

### 中上守名義
特記なき場合は、訳は中山守
- 『時間かんし員』（The house of many worlds、サム・マーウィン・ジュニア、原田維夫絵、岩崎書店、SF世界の名作14） 1967
『次元パトロール』（サム・マーウィン・ジュニア、原田維夫絵、岩崎書店、SFこども図書館14） 1976
『次元パトロール』（サム・マーウィン・ジュニア、山田卓司絵、岩崎書店、冒険ファンタジー名作選9） 2003
- 『銀河帝国衰亡史 : ファウンデーション創設』（アイザック・アシモフ、早川書房、ハヤカワ・SF・シリーズ） 1968
- 『宇宙大作戦 No.1』（ジェイムズ・ブリッシュ、早川書房、ハヤカワ・SF・シリーズ） 1969
- 『宇宙の天使たち』（The Star Dwellers、ジェイムズ・ブリッシュ、早川書房、ハヤカワ・SF・シリーズ） 1969
- 『冬眠200年』（When the Sleeper Awakes、ハーバート・ジョージ・ウェルズ、武部本一郎絵、偕成社、SF名作シリーズ21） 1969
- 『隠生代』（Cryptozoic!、ブライアン・W.オールディス、早川書房、ハヤカワ・SF・シリーズ） 1970
- 『海が消えた時』（The Tide Went Out、チャールズ・エリック・メイン、早川書房、ハヤカワ・SF・シリーズ） 1970
- 『ハイジャック : キルマスター9』（Time Clock of Death、ニック・カーター、早川書房、世界ミステリシリーズ） 1971
- 『宇宙の勝利者』（Space Winners、ゴードン・R・ディクスン、武部本一郎絵、岩崎書店、SF少年文庫13） 1971
『宇宙の勝利者』（ゴードン・R・ディクスン、岩崎書店、SFロマン文庫） 1986
『宇宙の勝利者』（ゴードン・R・ディクスン、岩崎書店、SF名作コレクション15） 2006
- 『星条旗に唾をかけろ!』（Siege、エドウィン・コーリィ、角川書店、海外ベストセラー・シリーズ10） 1971
- 『真犯人を追え』（ウィリアム・アイリッシュ、小林与志絵、集英社、ジュニア版世界の推理8） 1972
- 『フォックスクロフトの神々』（The god of Fozcroft、デーヴィッド・レヴィ、角川書店、角川文庫） 1972
- 『ミステリィ・クイズ』（オースティン・リプレイ、日本文芸社） 1973
- 『宇宙の漂流者』（The Survivors、トム・ゴドウィン、岩崎書店、SF少年文庫23） 1973
『宇宙の漂流者』（トム・ゴドウィン、岩崎書店、SFロマン文庫） 1986
『宇宙のサバイバル戦争』（トム・ゴドウィン、岩崎書店、SF名作コレクション6） 2005
- 『ヒロシマ八時十六分』上・下（エドウィン・ランハム、角川書店、角川文庫） 1973
- 『悪魔のベクトル』（Vector、ヘンリイ・サットン、早川書房、ハヤカワ・ノヴェルズ） 1973
- 『時間と空間の冒険 第2』（レイモンド・J・ヒーリイ / J・フランシス・マッコーマス共編、中上守他訳、早川書房、ハヤカワ・SF・シリーズ） 1973
- 『宇宙の海賊島』（A・バートラム・チャンドラー、久保書店、Q-TブックスSF） 1974
- 『魔性の女』（ローレンス・トレント、明文社、世界・ポルノベストセラー） 1974
- 『10万光年の迷路』（Collision Course、ロバート・シルヴァーバーグ、久保書店、Q-TブックスSF） 1975
- 『空気の檻』（ペル・ワストベルイ、立風書房） 1975
- 『タイタンの反乱』（Trouble on Titan、アラン・E・ナース、角川書店、角川文庫SFジュブナイル） 1976
- 『謎の冷凍人間 - 宇宙船スーパー・ノヴァ号の冒険2』（Super Nova and the Frozen Man、アンガス・マクヴィカー、角川書店、角川文庫SFジュブナイル） 1976
- 『未来世界 - デロスワールドの謎』（J・R・ホール、番町書房、イフ・ノベルズ） 1977
- 『見えざる破壊者 : 宇宙大作戦』（ジェイムズ・ブリッシュ、早川書房、ハヤカワ文庫SF） 1977
- 『野望の血』（The Tangent Objective、ロレンス・サンダース、集英社、Playboy books） 1978
- 『太陽破壊者』（エドモンド・ハミルトン他、編訳、日本文芸社） 1978
「太陽破壊者」（Starman Come Home、エドモンド・ハミルトン）
「海賊小惑星」（No Man's Land in Space、リイ・ブラケット）
「第五銀河系の復讐」（The Vengeance of Galaxy 5、ハーラン・エリスン）
- 『プロテクター』（Protector、ラリー・ニーヴン、早川書房、ハヤカワ文庫SF） 1979
- 『時間帝国の崩壊』（The Fall of Chronopolis、バリントン・J・ベイリー、久保書店、SFノベルス） 1980
- 『ヘレンの欲望』（フランシス・レンゲル、富士見書房、富士見ロマン文庫） 1980
- 『銀河帝国の創造』（The Wizard of Linn、A・E・ヴァン・ヴォークト、久保書店、SFノベルズ） 1980
- 『第二の流血』（The Tangent Factor、ロレンス・サンダーズ、集英社、Playboy books） 1980
- 『カリギュラ』（ウィリアム・ハワード、富士見書房、富士見ロマン文庫） 1980
- 『最後に笑った女』（The Blood Tie、デヴィッド・チャンドラー、立風書房） 1982
- 『ザ・ニンジャ』（The Ninja、エリック・ヴァン・ラストベーダー、講談社） 1982
- 『シャーロック=ホームズ全集 2』（アーサー・コナン・ドイル、偕成社） 1982
- 『魔性の殺人 - 第一の大罪』上・下（The First Deadly Sin、ローレンス・サンダーズ、早川書房、ハヤカワ文庫NV） 1982
- 『オペレーション10』（Operation 10、ハーディマン・スコット、光文社） 1984
- 『シャーロック=ホームズ全集 10』（アーサー・コナン・ドイル、偕成社） 1984
- 『ストーニー・マン・ドクトリン これがスーパー・ヒーローの全貌だ』（ドン・ペンドルトン、佐藤和彦共訳、ハーレクイン・エンタープライズ日本支社、Gold eagle books、マック・ボランスペシャル） 1984
- 『恋は馬車に乗って』（Enemy in Camp、ジャネット・デイリー、ハーレクイン・エンタープライズ日本支社、ハーレクイン・ロマンス） 1984
『恋は馬車に乗って』（ジャネット・デイリー、ハーレクイン、ハーレクイン・クラシックスC221） 1992
- 『FBIの殺人』（Murder at the FBI、マーガレット・トルーマン、サンケイ出版、サンケイ文庫、海外ノベルス・シリーズ） 1986
- 『魚が腐る時』（When Fish Begin to Smell、マシュー・ヒールド・クーパー、サンケイ出版、サンケイ文庫、海外ノベルス・シリーズ） 1987
- 『エコー・ベクター』（The Echo Vector、ジェームズ・カーン、扶桑社、扶桑社ミステリー） 1989
- 『銃を持つ男』上・下（Man with a Gun、ロバート・デイリー 、徳間書店、徳間文庫） 1992